# Mount Cleveland (Aljaška)
Mount Cleveland  je aktivní sopka, nacházející se v ostrovním pásu Aleut v americkém státě Aljaška. Půdorysně symetrický stratovulkán, dosahující výšky 1 730 m, je součástí Ostrovů čtyř hor, skládající se z osmi ostrovů. Mount Cleveland, tvořící nejvyšší vrchol souostroví, leží na největším ostrově Čuginadak. Jde o jednu z nejaktivnějších sopek Aleutských ostrovů: během posledních 230 let měla 22 potvrzených erupcí. Poslední z nich se odehrála 1. června 2020.

## Galerie

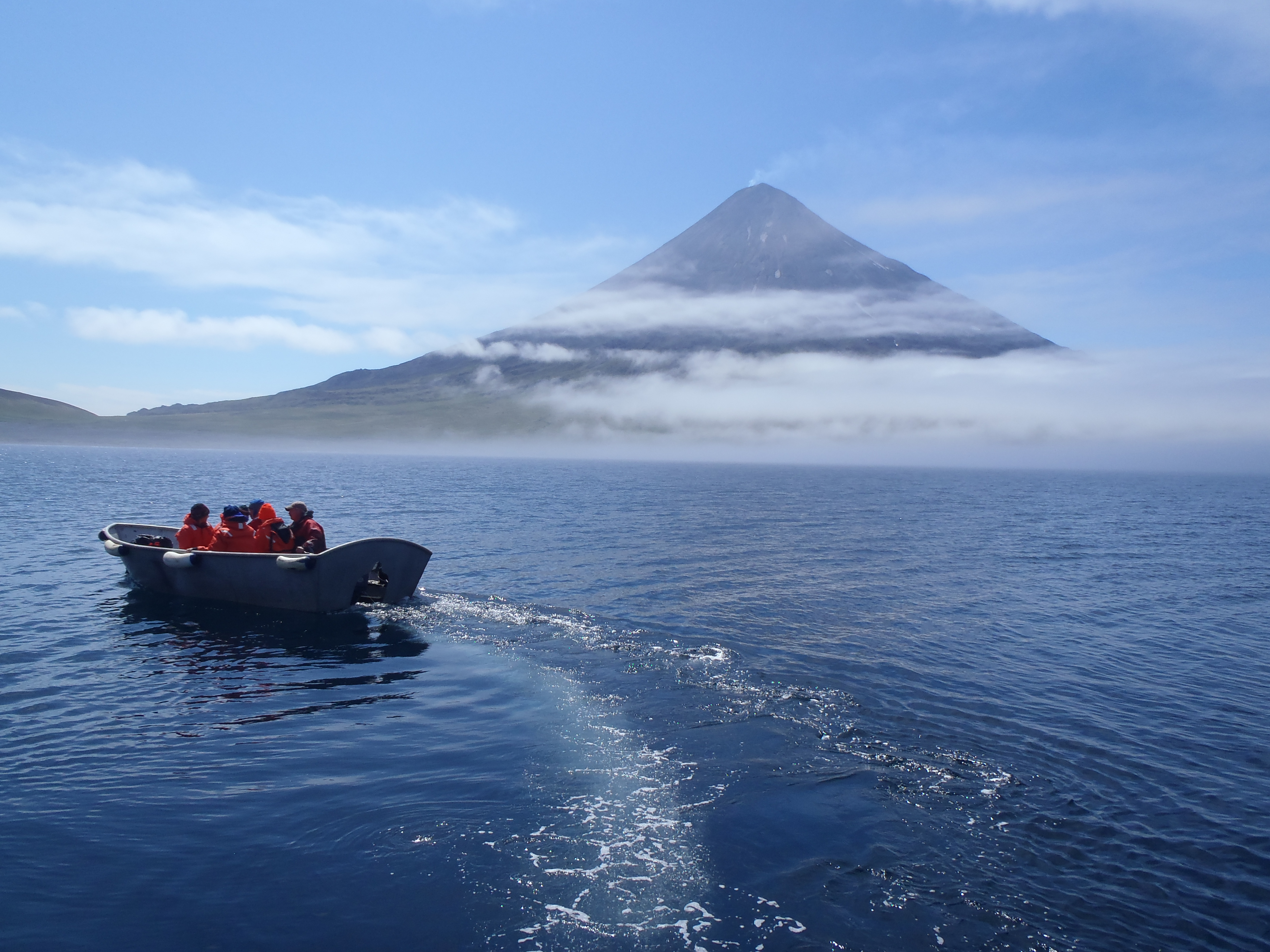
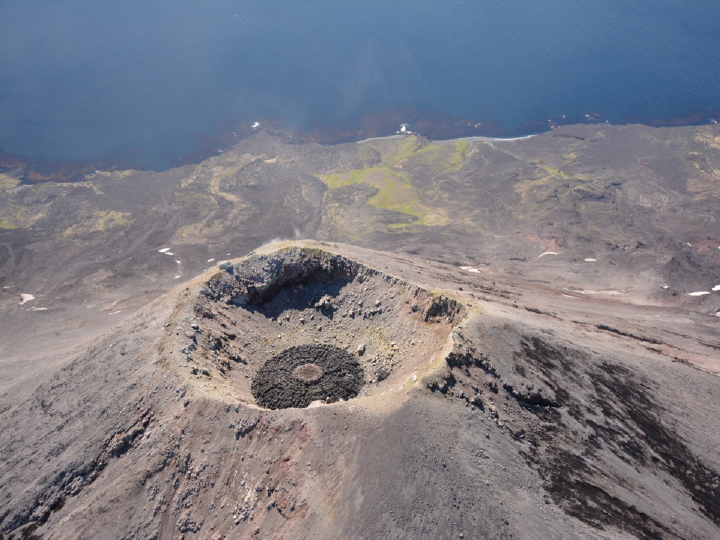
Formující se lávový dóm na dně kráteru.
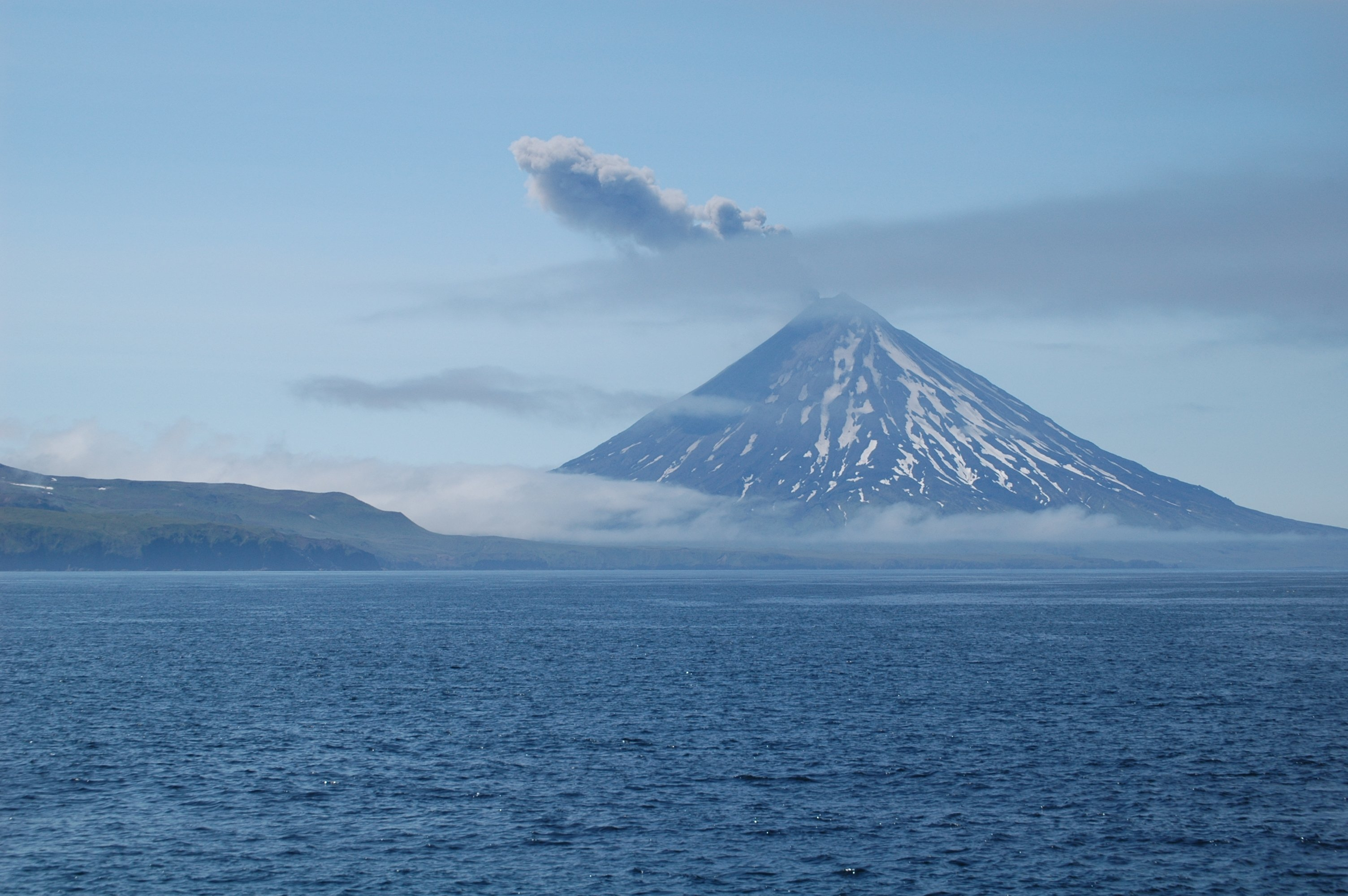
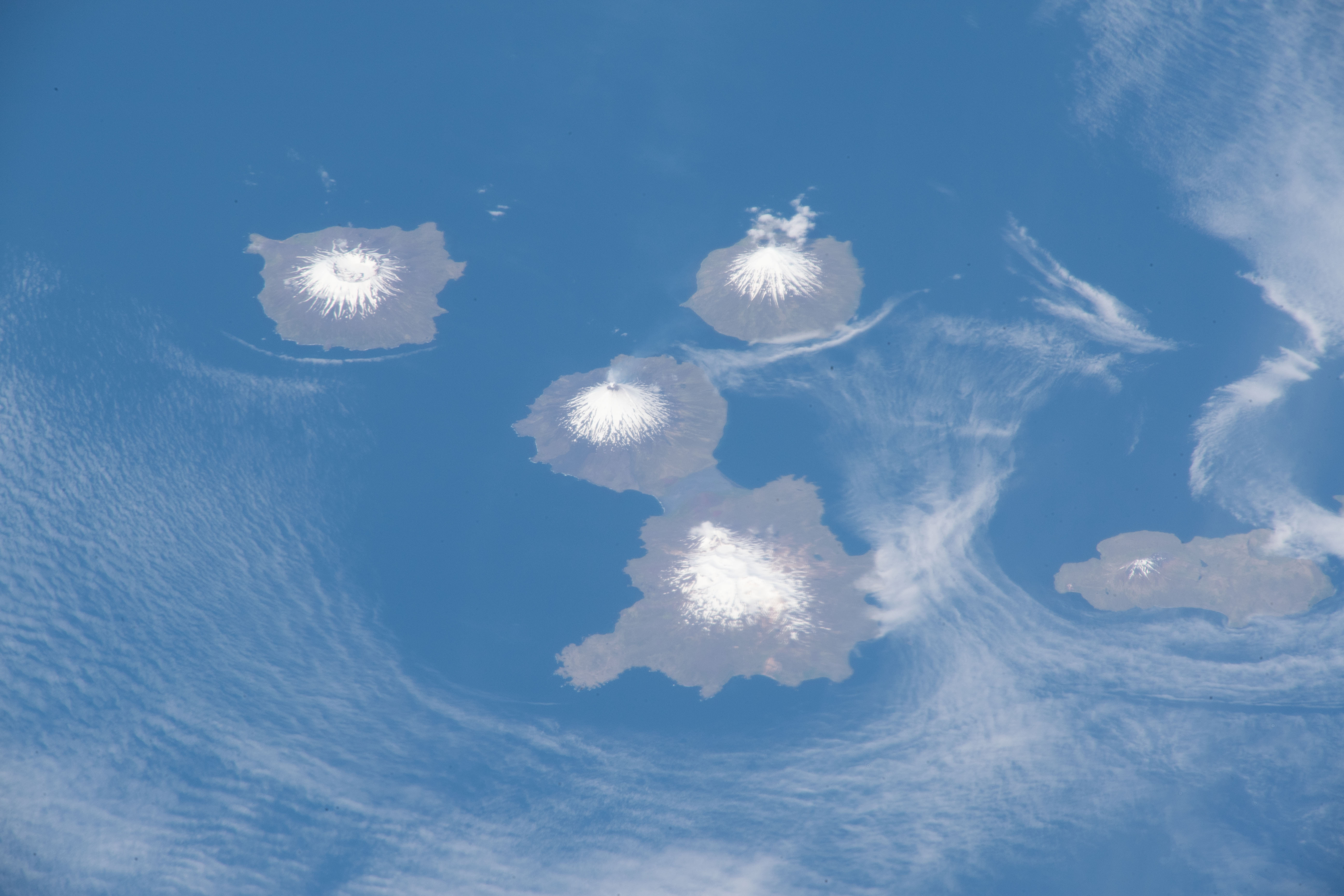
Na fotce se Cleveland nachází na větším ostrově, mezi třemi zasněženými vrcholy.
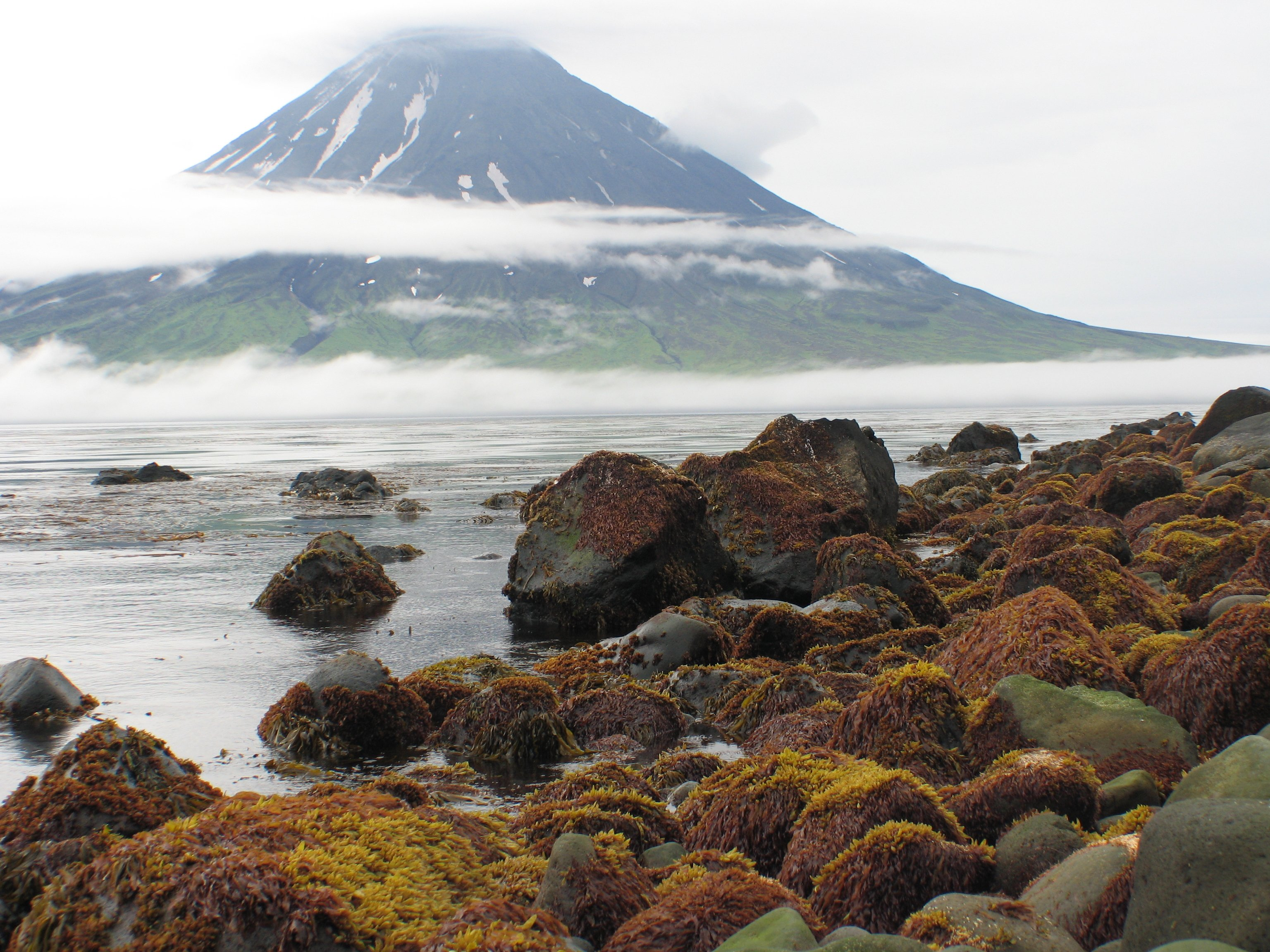
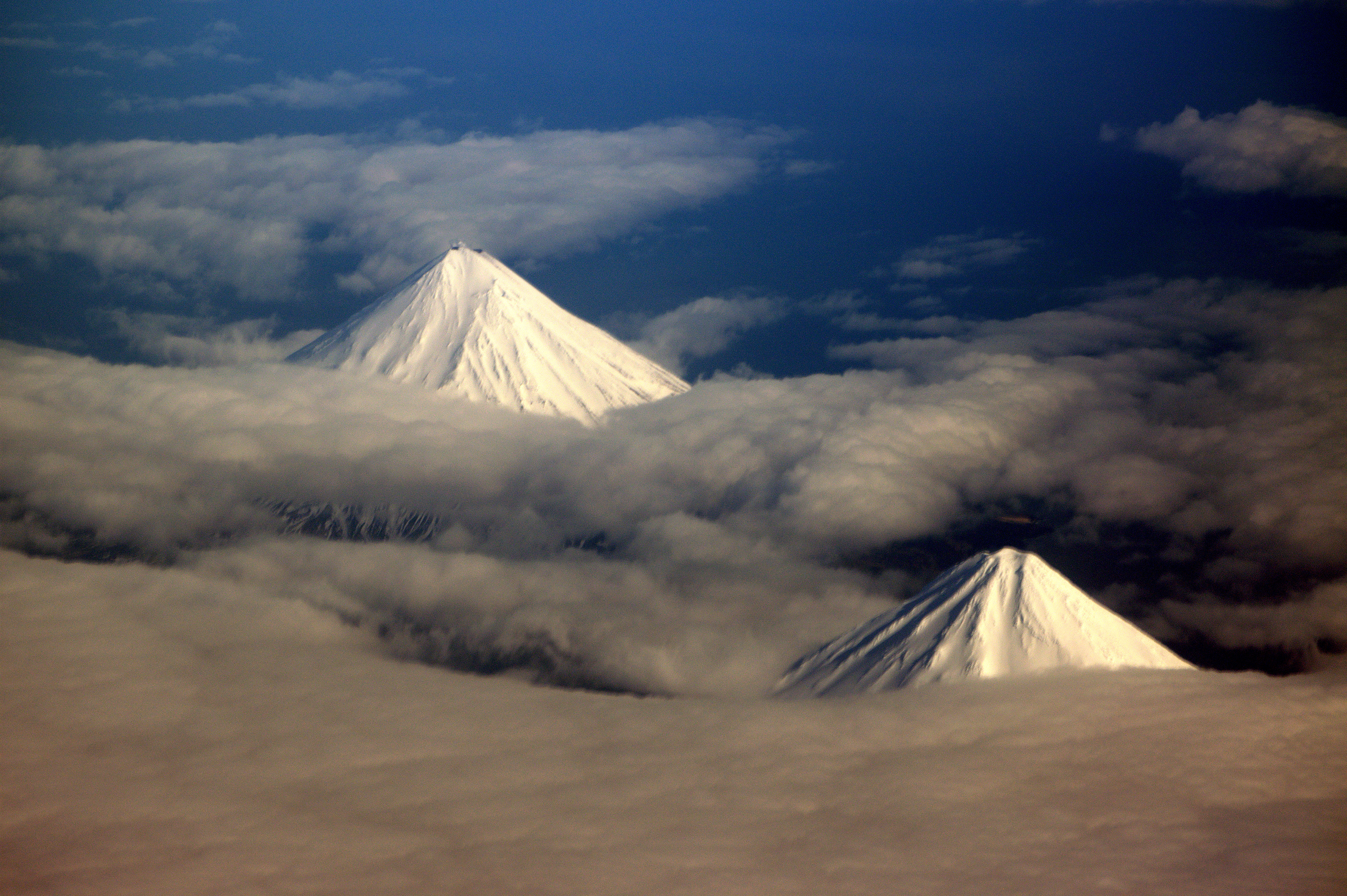
Cleveland v pozadí a Carlisle v popředí.